# Kanižarica
Kanižarica je naselje u slovenskoj Općini Črnomelju. Kanižarica se nalazi u pokrajini Dolenjskoj i statističkoj regiji Jugoistočnoj Sloveniji. 

## Stanovništvo
Prema popisu stanovništva iz 2002. godine naselje je imalo 569 stanovnika.